# Генеральное консульство Российской Федерации в Хьюстоне
Генера́льное ко́нсульство Росси́йской Федера́ции в Хью́стоне (США) (англ. Consulate General of the Russian Federation in Houston) — учреждение Министерства иностранных дел России в городе Хьюстон (штат Техас, США), осуществляющее консульские функции в пределах своего консульского округа (штаты США: Айова, Алабама, Аризона, Арканзас, Канзас, Колорадо, Луизиана, Миссисипи, Миссури, Небраска, Нью-Мексико, Оклахома, Техас).

## История Генерального консульства России в Хьюстоне
Официальные договорённости об открытии Генерального консульства Российской Федерации в Хьюстоне были закреплены в октябре 2001 года путём обмена дипломатическими нотами между российской и американской сторонами.
7 ноября 2003 года в Хьюстон прибыла передовая группа во главе с первым генеральным консулом Николаем Софинским. Местом расположения консульства был выбран 13-й этаж южного здания Парк Тауэрс (англ. Park Towers South), находящегося вблизи западной части внутренней кольцевой дороги Хьюстона I-610 (англ. Interstate 610). Генеральное консульство приступило к полноформатному функционированию 4 августа 2004 года.

## Генеральные консулы России в Хьюстоне
| Срок         | Консул                           | Годы жизни              | Прим.             |
| ------------ | -------------------------------- | ----------------------- | ----------------- |
| 2003—2008    | Николай Всеволодович Софинский   | род. 10.02.1958         | [ 3 ] [ 4 ]       |
| 2008—2011    | Николай Евгеньевич Бабич         | 22.12.1948 — 26.02.2025 | [ 5 ] [ 6 ] [ 7 ] |
| 2011—2017    | Александр Константинович Захаров | род. 18.02.1960         | [ 8 ]             |
| 2017—2020    | Александр Борисович Писарев      | род. 16.05.1956         | [ 9 ]             |
| 2020—2023    | Александр Константинович Захаров | род. 18.02.1960         | [ 10 ]            |
| 2024 — н. в. | Алексей Геннадьевич Марков       | род. 1980               | [ 11 ]            |

## Реквизиты

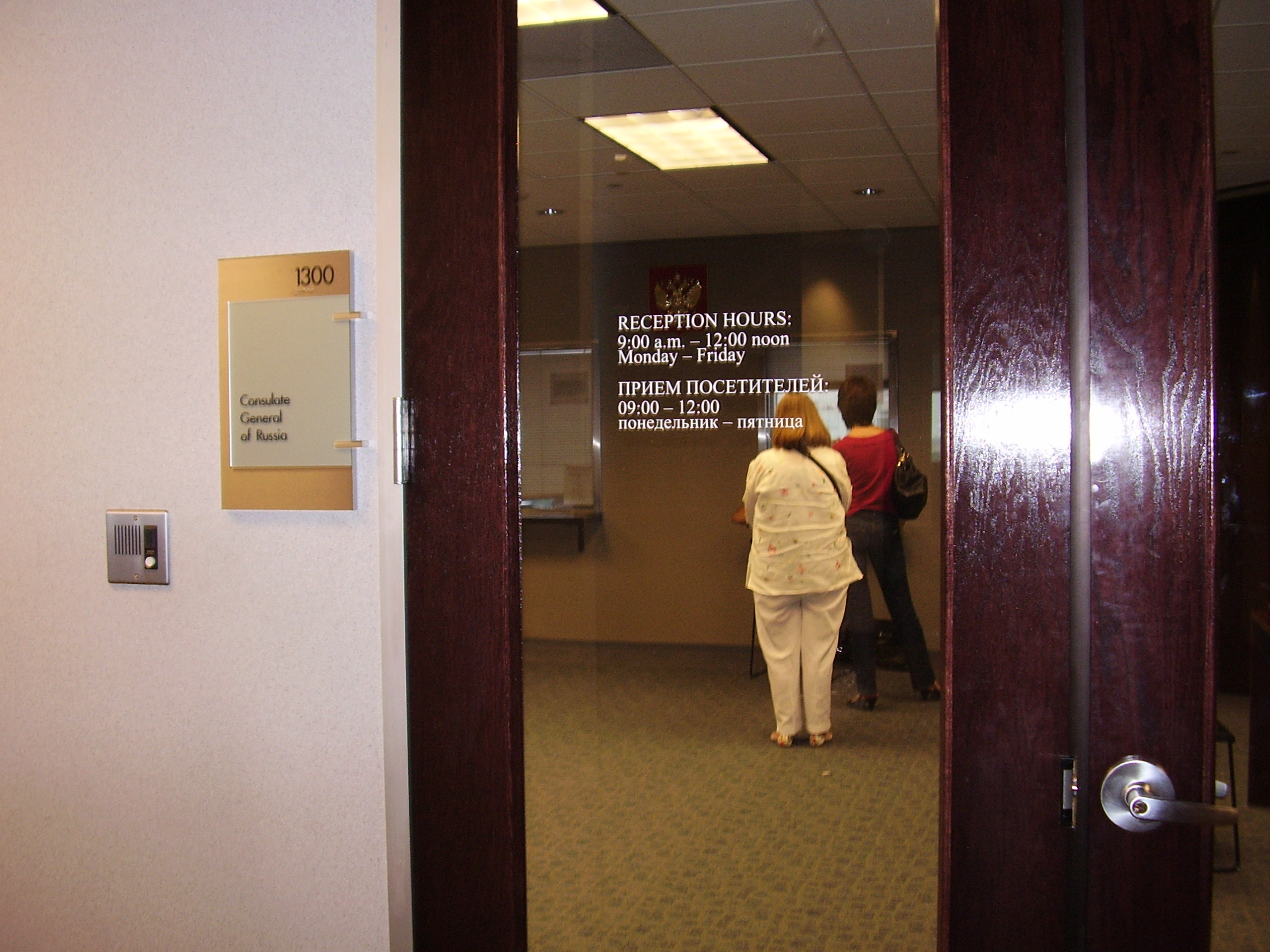
Вход в помещение Генерального консульства России в Хьюстоне

- Адрес: 1333 West Loop South, Ste. 1300, Houston, Texas 77027, USA
- График работы: с понедельника по пятницу (кроме праздничных дней), приём посетителей: 09:00-12:15, 14:00-16:00, выдача документов: 09:00-12:15
- Телефон: +1 (713) 3373300
- Факс: +1(713) 3373305
- E-mail: info@rusconshouston.org
- Официальный сайт: www.houston.mid.ru